# 尾上若葉
尾上 若葉（おのうえ わかば、1992年4月15日 - ）は、日本の元AV女優。

## 来歴
埼玉県富士見市出身。2012年7月にkawaii*の専属女優としてデビューした、ぽっちゃり体型の巨乳AV女優。所属事務所はマインズ。
2013年より同じアウトビジョングループのMOODYZ専属女優となり5作品に出演。その後は企画単体女優として多数のメーカー作品に出演。
2013年9月20日の公式ブログで引退することを発表。引退後はカナダに留学。留学はAV女優になる前に決めていたことだった。
2014年6月22日を最後に更新を休止していた公式ブログを2015年11月2日に更新。活動の再開と12月に復帰作が発売されることを発表した。
2016年5月13日、AV女優によるアイドルグループ「SEXY-J」に加入（会員番号18番）。2017年12月19日の解散ライブまでメンバーとして活動。
2018年4月15日、公式ツイッターにて同日をもっての引退を発表。

## 人物
表に出る仕事に興味があり、看護師として働きながらモーニング娘。のオーディションやホリプロスカウトキャラバンを受けたが落選。その時、AV事務所のスカウトを受け、思い悩んだ末に業界入り。当時は公表していなかったが、専属期間の1年間は看護師と並行して出演していた。
初体験は16歳の時。AVデビューまでの男性経験人数は10人ぐらい。オナニーは週一回程度でバイブなどの道具は使った事がなかった。
尾上自身はアダルトビデオに出演することについて正解も不正解もないと語っている。

## 作品

### アダルトDVD
- 新人!kawaii*専属デビュ→ ほっとけない笑顔の美少女（7月25日、kawaii*）
- 私を大人にして下さい。（8月25日、kawaii*）
- ほろ酔いエッチッチ♪（9月25日、kawaii*）
- ほっとけない笑顔の巨乳ペットちゃん（10月25日、kawaii*）
- ほっとけない笑顔にLOVEドッピュン!! メガ顔射スペシャル!（11月25日、kawaii*）
- kawaii* 風俗パラダイス（12月25日、kawaii*）

- 移籍おっぱいスペシャル（1月13日、MOODYZ）
- Fcup超絶品ソープ嬢（2月13日、MOODYZ）
- 爆乳ヤリマン女教師（3月13日、MOODYZ）
- 同時にイクまで昇り詰めるSEX（4月13日、MOODYZ）
- やっぱ、ほっとけないでしょ! 尾上若葉☆全作コンプリート8時間special（4月25日、kawaii*）※ベスト版
- 美少女アイドル初共演解禁!! Wおっぱい（5月1日、MOODYZ）
- カワイイ笑顔の人気モデル! ボイン尾上若葉ボックス（5月1日、ABC）
- ソープに堕ちた女子校生（6月1日、ワンズファクトリー）
- 尾上若葉をプレゼント（6月1日、ABC）
- 巨乳オイルSEX（6月6日、ROCKET）
- はじめての真性中出し（6月13日、MOODYZ）
- 巨乳女子校生が我家にお泊り（6月19日、OPPAI）
- 「このオンナ、最上級。」 File#15（6月21日、ONCE）
- わたしの胸を犯してください…（6月25日、オーロラプロジェクト）
- お嬢様クロニクル 9（6月28日、ONE DA FULL）
- 僕だけの尾上若葉（7月1日、ABC）
- 中出し射精公衆便女（7月6日、SODクリエイト）
- Cutie Cheerleader 純情ボイン!Gカップチアリーダー（7月7日、BeFree）
- わかば 18歳 EPISODE、ZERO 〜春、卒業、決意〜（7月12日、S級素人）
- ガチ挑戦!ギリギリ青姦（7月12日、First Star）
- 小さな身体と敏感Gカップのイイナリ制服美少女（7月13日、無垢）
- 無理…絶対声出ちゃうよ!（7月18日、AKNR）
- 美少女ふたりでエッチッチ!（7月25日、kawaii*）
- 濡れた髪を初めて見せてくれた君 #20（7月26日、ONE DA FULL）
- MOODYZファン感謝祭 バコバコバスツアー2013 お祭り大乱交スペシャル!!（8月1日、MOODYZ）
- 美少女ボインの中出し乱交（8月1日、ZUKKON/BAKKON）
- 女子校生監禁凌辱 鬼畜輪姦 107（8月7日、アタッカーズ）
- 出張! 夢のハーレムソープランド 貴方のお宅が泡姫天国でいっぱいに!（8月9日、BAZOOKA）
- バレたら退学必至! 現役女子大生のキケンすぎるバイト 4 in東京（8月9日、S級素人）
- W真性中出し SPECIAL 240min.（8月13日、MOODYZ）
- アダルトKissに激ハマリ（8月13日、E-BODY）
- スク水H 56（8月16日、クリスタル映像）
- 全裸巨乳家政婦（8月19日、OPPAI）
- おっぱいママを狙うマセガキ同級生 〜僕のママが寝取られて妊娠懇願…!!〜（8月22日、ディープス）
- 人間♥廃業（8月23日、アリスJAPAN）
- ザーメン大量顔射 スペルマショット!!（8月23日、メーテルホルモン）
- 桃色ぷるるんオッパイ! すがおのわかば（8月25日、桃太郎映像出版）※初回限定盤
- 今、家に居るのは私だけです…。（8月25日、マドンナ）
- ムーディーズファン感謝祭 うらバコバコバスツアー2013 補欠者救済？バコバス砦と荒くれ海賊団!!（9月1日、MOODYZ）
- チチリッチ ボインなあのコにドロッと中出しSPECIAL!（9月1日、Fitch）
- 淫語女子アナ 3 ザ・ゴールデン（9月5日、ROCKET）
- 新任教育実習生 尾上若葉 マシンバイブ調教×催淫三角木馬×危険日中出し10連発 そのすべてで潮!潮!潮! 4（9月5日、サディスティックヴィレッジ）
- ドリシャッ!!（9月6日、ワープエンタテインメント）
- 桃色ぷるるんオッパイ! すがおのわかば（9月7日、桃太郎映像出版）※通常版
- 女のカラダは腰使いで決まる! 4時間 5（9月13日、BAZOOKA）
- 中出しまではメイド契約（9月15日、テンパラメンタル）
- 爆乳ナースご奉仕むぎゅむぎゅ看護（9月19日、OPPAI）
- 羞恥! 野外腰砕け!激ヤバ・ ビッグバンローターをマ○コに入れて潮吹きアクメデート! 5（9月19日、サディスティックヴィレッジ）
- キマリすぎた身体（9月19日、乱丸）
- 尾上若葉ファン感謝祭♪ 素人男性20人と本物中出し大乱交（9月25日、本中）
- ドリームウーマン Vol.92（10月1日、MOODYZ）
- わかばと子作り新婚生活（10月1日、ワンズファクトリー）
- ボイン大好きしょう太くんのHなイタズラ 先生の自宅に訪問編（10月3日、グローリークエスト）
- 尾上若葉にイジめられて何度も射精させられた。（10月5日、フリーダム）
- スーパーデジタルモザイク 最初から最後までカメラ回しっぱ本番続行! No Cut! 限界・ノンストップ・生中出し NON STOP FUCK 31連射2時間（10月7日、桃太郎映像出版）
- 監禁奴隷ペット（10月10日、サディスティックヴィレッジ）
- 自宅に派遣された美乳女子大生講師をハメる 3（10月11日、S級素人）※「Oさん」名義
- 尾上若葉 はじめての8時間ベスト（10月13日、MOODYZ）※ベスト版
- 僕だけの巨乳女教師ペット（10月13日、溜池ゴロー）
- 人妻をレイプしたのは誰だ?（10月17日、グローリークエスト）
- 黒タイトスカートが似合う働くお姉さんのビッタリ密着した肉感的なお尻に着衣のまんまチ●ポ擦り&ザー汁発射してもう着れないくらい汚しちゃいたい（10月18日、ワープエンタテインメント）
- 働く美女と性交（10月18日、ドリームチケット）
- 妹の爆乳は一見にしかず（10月18日、チェリーズ）
- AV人生で絶対NGのアナル解禁したら尾上若葉はこんな風に感じちゃう♥（10月19日、Rookie）
- 口腔マニアックス 5 〜口の中が好き〜（10月24日、稀有）
- ハメ潮100リットル 中出しザーメン10リットル 尾上若葉をダマして超汗臭い日雇い労働者とナマ中出し乱交SEXをさせろ!（10月24日、サディスティックヴィレッジ）
- 尾上若葉 拘束路線バス（10月24日、ATOM）
- kawaii*×E-BODY×kira☆kira×Madonna×ATTACKERS 5メーカーコラボ作品第3弾! 秘湯 淫華温泉 媚薬に溺れる女学生（10月25日、kawaii*）
- 女子大生中出し輪姦同窓会（10月25日、本中）
- ちらり♥誘惑家庭教師（11月1日、ワンズファクトリー）
- 売られる美少女 わかば 1●歳 148センチ（11月1日、ロリ専科）
- 9本番 尾上若葉 150cmの小さい体にFカップの純真美少女（11月1日、ABC）※総集編
- ATTACKERS×E-BODY×kira☆kira×kawaii*×Madonna 5メーカーコラボ作品第5弾! 秘湯 淫華温泉 湯けむり性奴隷化計画（11月7日、アタッカーズ）
- 最近、近所に越してきた団地妻があまりにも可愛すぎるので思わず声を掛けたら欲求不満だったらしくAV撮影までOKしてくれちゃいました!!（11月8日、S級素人）※「わかば」名義
- 尾上若葉そっくりのラブドールがボクだけに大サービス（11月13日、マルクス兄弟）
- 若葉ちゃんオシッコ飲んだ! 初飲尿中出し34発!（11月19日、エムズビデオグループ）
- 父子家庭の我が家は父の仕事が忙しい為、家政婦を雇っています。そんなバリバリ働く父とは正反対に僕は引きこもりの自宅警備員。ある日、僕は若い女性の家政婦さんが来ているにも関わらず、普段と同じように大音量でAVを見ていたら、掃除中の家政婦さんがハァハァしながら恥ずかしそうにモジモジ股間をまさぐって、パンツのシミを見せ誘ってきた!（11月21日、Hunter）
- 解禁☆黒人ファック（11月25日、ダスッ!）
- 朝から晩まで中出し10発するまで帰れません!（11月25日、本中）
- 朝から晩まで中出しセックス 5（12月5日、アイエナジー）
- 自宅出張SM 3（12月7日、アタッカーズ）
- 上は着衣 下は全裸（12月19日、グローリークエスト）
- 本中3周年記念作品!! 美少女中出し島（12月25日、本中）
- エッチな御奉仕パーフェクト! ボクだけの美少女メイド（12月27日、TMA）
- 女子校生の指入れオナニー（12月27日、TMA）
- 年末年始に久しぶりに実家に帰省した僕。昔一緒に良く遊んだ従姉妹のコがすっかり大人になっていて、しかもとっても可愛い。みんなの目を盗んで、こっそりヤッちゃいました! 2（12月27日、SCOOP）

- 夢の一夫多妻 真性中出し（1月1日、MOODYZ）
- 浴びた女も感激する一撃!!大量顔射!!! Part.4（1月10日、ワープエンタテインメント）
- 5畳未満の部屋に同棲している僕の家に彼女のお姉さんが突然お泊り訪問。狭い状況の中、3人で川の字で寝ていると、まさかの展開でお姉さんが僕のチ●コをしゃぶってきたのでそのまま。（1月24日、SCOOP）
- ROOKIE×E-BODY×kira☆kira×kawaii*×Madonna×ATTACKERS 6メーカーコラボ作品 第6弾! 秘湯 淫華温泉【完全版+α】 豪華!!人気女優総勢18名×28P淫乱大乱交SP!!（2月19日、Rookie）
- まるごと尾上若葉ノンストップ中出し5時間（2月19日、桃太郎映像出版）※ベスト版
- W美少女のエッチな休日中出し南国リゾート（2月25日、本中）
- むっちり喰い込みレースクイーン（4月1日、Fitch）
- フェラをしているだけでオマ○コびしょ濡れでイッてしまう女たち集めました（4月15日、プリモ）
- ムチムチ彼女とヌルヌルSEX（4月20日、ブレスト）
- 尾上若葉のはじめての全部本物中出し26発!（4月26日、本中）※総集編
- 完全主観 罵倒地獄 Vol.4 〜そのドギツイ痛罵と軽蔑した表情で感じてしまう僕〜（6月5日、フリーダム）
- 引退 尾上若葉 THE LAST SMILE（6月25日、kawaii*）
- お仕事中のお姉さんは職場で制服のままM男の乳首をイジるのがお好き VOL.02（7月5日、ドリームチケット）
- 新足裏 生足とストッキングの足裏 Vol.2（7月5日、フリーダム）
- Fカップの極上エロボディ 尾上若葉 16時間（8月19日、Rookie）※ベスト版

2015年
- 復活（12月1日、MOODYZ）
- デカ尻マニアックス（12月1日、ワンズファクトリー）
- 彼女のお姉さんは巨乳と中出しOKで僕を誘惑（12月19日、OPPAI）

- オナ禁セックス禁中の尾上若葉を中出し乱交パーティに派遣!（1月1日、ワンズファクトリー）
- 鬼イカセ（1月8日、REAL）
- 真正中出し4本番スペシャル!!（1月25日、本中）
- 尾上若葉の凄テクを我慢できれば生★中出しSEX!（2月1日、ワンズファクトリー）
- 成熟した姉の裸に触れた童貞弟はイケない事と知りつつもチ●ポを勃起させて「禁断の近親相姦」してしまうのか!? 7（2月6日、SODクリエイト）
- 尾上若葉がギャルでコスって中出しお宅訪問（2月7日、BeFree）
- 絶対妊娠! ガン反り生チ○ポで孕ませ中出しSEX!（2月25日、本中）
- 女性限定 シェアハウスレズビアン 〜資産家のお嬢様は、同性愛者。〜（3月7日、ビビアン）
- 仲良し4姉妹と親にはナイショの近親相姦生活 4時間真性中出しSPECIAL（3月13日、MOODYZ）
- 壁にはまって出れない!!（3月25日、本中）
- 金●が空っぽになるまで何度も射精させちゃう極上中出しソープランド（4月1日、ワンズファクトリー）
- 入院中、隣の病床の女に欲情しちゃった俺（4月7日、AKNR）
- 本当にあったAV撮影現場の話 尾上若葉の場合 〜本作品は彼女の証言に基づき再現した映像である〜（4月8日、クリスタル映像）
- 全裸家政婦ハーレムスペシャル（4月8日、BAZOOKA）
- 背面からデカ尻を狙うバック突き中出しレ×プ（4月13日、MOODYZ）
- 巨乳素人3人娘 「メガネかけたら私たちバレませんか?」 PART3（4月19日、ABC）※「まこ」名義
- 完全撮り下ろし 汗ばむ肌に喰い込む拘束具、身動き不能で覚醒する性。（4月19日、TEPPAN）
- 鬼エレキ オルガズム（4月21日、サディスティックヴィレッジ）
- すんごい乳首責めで中出しを誘う連続膣搾り痴女お姉さん（4月25日、本中）
- ボクだけのご奉仕メイド（5月6日、クリスタル映像）
- ワレメ家庭教師（5月7日、BeFree）
- 皆のねとられ投稿話を再現します ウチの妻が町内会の会合で泥酔して寝盗られました G馬県T崎市在住SHさんからの投稿話（5月7日、JET映像）
- 眠らせ近親相姦 気が強い巨乳の姉を睡眠薬で…寝ている間に3連パツ（5月12日、ナチュラルハイ）
- ガチンコ全裸レズバトル 5 真っ正面からノーガードのイカセ合いレズバトル総当たりリーグ戦 〜巨乳巨尻レズテク無双編〜（5月12日、ROCKET）
- AV女優観察ドキュメンタリー 〜人気AV女優さんが一ヶ月の禁欲生活を送った後に媚薬入りドリンクを飲ませたら、どこまでブッ壊れたSEXを見せてくれるのだろうか?（5月13日、BAZOOKA）
- 中出し10連発（5月13日、Million）
- 先生、学校でしようよ! 2学期、女子校の先生になって、個性豊かな女生徒たちとHな個人授業!（5月13日、無垢）
- 秘めた肉欲を覚醒させる 巨乳OL快楽マッサージ（5月19日、マッサGoGo!!）
- 禁断介護（6月2日、グローリークエスト）
- ぶっかけくぱぁ（6月3日、ワープエンタテインメント）
- レズペット交姦スワップオフ会 2（6月7日、ビビアン）
- スケベチルドレンにイジメられる巨乳女教師!! クソ餓鬼にオモチャにされ狂ったあげく実の息子とナマ姦するまで堕ちて行く!! (6月9日、サディスティックヴィレッジ)
- Hカップ爆乳揉みっぱなし! 理性崩壊アヘ顔全開イキ狂い中出しFUCK（6月19日、乱丸）
- 美少女即ハメ白書 49（6月21日、ソクハメラボ）
- ヤリマンビッチ尾上若葉が中出し乱交温泉サークルに潜入!!（6月25日、本中）
- 挟射好きが集まるパイズリOFF会（7月1日、ドリームチケット）
- 危険日だから自慢の巨乳はデカさも感度も最高潮!精液が枯れるまで猛烈腰振りSEXが止まらない、中出し必須のズコバコ発情期!!（7月1日、RedCat）
- ロリっ娘集団の全力逆ナンちん狩り総会（7月1日、ZUKKON/BAKKON）
- お昼休み中・会社帰りの丸の内のOLが最新美顔器に顔を入れた途端、ガチガチ人体固定! 身動き不可能のバックピストンでマン汁垂れ流し足ガク痙攣アクメ!!（7月7日、SODクリエイト）
- 媚薬で狂った夫に知人の目の前で犯された妻…その後、寝取ってイヒヒヒヒ（7月7日、ナチュラルハイ）
- 流出速報 セフレでしかも巨乳の孫とヤリまくっている還暦ジジイの近親相姦映像（7月7日、AKNR）
- BreakingAcme 〜偽密偵残酷イキ地獄 ACT6〜（7月13日、Baby Entertainment）
- 中出し残業ネトラレール㈱ 愛する妻と一緒に就職した会社が超ブラック企業だった（7月19日、ミセスの素顔）
- 現役看護師に声をかけて入院中に親密になり2人っきりの病室でSEX交渉で成功できるか?（7月21日、AKNR）
- 座薬トランス 痔になって気づいた性癖　尾上若葉（7月25日、ダスッ!）
- デリヘルを呼んだら学生時代に僕をイジめてた女が来た（7月25日、かぐや姫）
- 首絞め電動チョーカー酸欠感度MAXイカセ（8月1日、CORE）
- 中出しプール痴漢 水中リモバイ羞恥SP（8月6日、ナチュラルハイ）
- ウォータースライダーで水着が外れちゃっておっぱい丸見え! 2 女性に人気のリゾートホテルのプールは気持ちと肩紐が緩んだ女性たちだらけで、男はたまたまボクひとり! しかも水着から乳首をチラリさせていたり、お尻がハミ出していたりして隙だらけ! さらにウォータースライダーで水着が外れておっぱいが丸見え状態なのでもちろん勃起! そして、勃起に気づいた女子が近寄ってくる事態に!（8月7日、Hunter）
- 息子の家庭教師が理想のボインちゃん! 息子の家庭教師(巨乳)に日々悶々としていた父親の私は、息子に睡眠薬を、家庭教師には媚薬を…。すると…全身に媚薬が回った家庭教師は寝ている息子のチ○ポにしゃぶりつく超変貌っぷり! 我慢できなくなったフル勃起状態の私は胸がガラステーブルにひっついて離れないほどバックで犯してやりました!! 2（8月7日、Hunter）
- 巨乳嫁の性介護 〜溺愛に悶える禁断の肉体〜（8月12日、オルガ）
- 殿堂!スーパーアイドル4時間 尾上若葉（8月12日、Million）※ベスト版
- 巨乳レズ姉妹 私の初めてはお義姉ちゃんでした…（8月13日、U&K）
- コワレモノ：璃沙（8月13日、無垢）
- 海岸路線バスで背後から水着越しにねっとり乳揉み痴漢され腰をグラインドさせイキまくる巨乳女（8月18日、ナチュラルハイ）
- 帰宅まで我慢できない野外アクメ! 媚薬が効きすぎてオナニーを抑えきれず何度もイキ漏らす発情JK 2（8月18日、ナチュラルハイ）
- 超厳選！激イキ！ 極上S級女優達23名 名作スーパーBEST3時間（8月19日、Merci Beaucoup）
- 私の子宮に中出しアッパーカット! 2（8月25日、本中）
- 尾上若葉がそのムチムチボディとHカップ美巨乳でドピュドピュ射精させてあげる!（8月25日、シャーク）
- あの頃に戻れたら…  僕に起きた奇跡体験!これが僕のリバイバル（8月26日、TMA）
- 対魔忍アサギ ANOTHER STORY 〜奴隷娼婦・墜落の対魔忍〜（9月1日、ZIZ）　※AV OPEN 2016 ハード部門2位
- 憧れ@美巨乳姉妹百合（9月2日、h.m.p）
- 絶倫巨乳看護師は周りにバレるスレスレで何回も無理やりハメたがる童貞チ○ポ好き（9月8日、ナチュラルハイ）
- 近所のママ友たちのパンチラ&パイチラで僕の思春期チ○コはカッチカチ 2 すぐ射精しそうな敏感チ○コをスローピストンでじっくり味わう6人の人妻たち（9月8日、SWITCH）
- 媚薬自慰キメ狂いオーガズム！！VOL4 (9月13日、BabyEntertainment)
- 巨乳JKの誘惑高速パイズリ（9月19日、OPPAI）
- 巨乳好きのオヤジが射止めてきた今度の義母が超どストライク!! その日のうちにオヤジに内緒で即ハメボンバー!! 〜幸せな家庭生活のために…秘密厳守オナシャスm(_ _)m!!〜（9月19日、ヴィーナス）
- ふたなり×ふたなり 大量射精&大量潮噴き ふたなりが当たり前の世界の撮影現場はメチャメチャ過ぎてもう大変っ!（9月19日、Rookie）
- 海水浴場生着替え痴漢（9月19日、アパッチ）
- 全てを解決する魔法のおっぱい（9月23日、バルタン）
- デカ尻ファザコン女子が初体験 変態ストッキング遊び（9月25日、ハイヒール）
- 女上司のお尻が大変素晴らしかったため、社内でお中出しさせて頂きました。（9月25日、かぐや姫）
- 人妻ディルド淫語オナニー 8人（9月25日、かぐや姫）
- 女同士のチャH! 〜濡れちゃうレズチャット記録〜（10月1日、かぐや姫）
- 性欲処理専門 セックス外来医院 13 真正中出し科 『巨根・デカちん患者への処置』講習ビデオ (10月6日、SODクリエイト)
- 再婚した妻の連れ娘が全員ボイン! 2「お父さん◇娘に勃起してどういう気?」と言いながらもパンティ濡らして元気チ○ポを歓迎してくれた娘達とのバラ色生活始まりました（10月6日、SWITCH）他出演:羽生ありさ、枢木みかん
- 「私、おばさんだけど触ったらその気になってくれるかな?」 2　30歳越えたけどまだまだ性欲は収まらない私(無駄に巨乳)は旦那と5年以上もご無沙汰。だから若い男の子を見たら場所などを気にせずとにかくHな事ばかり考えてしまいます。とにかくヤリたいんです。誘惑の仕方も不器用だからがんばって気持ちよくさせようと触ったら男の子がその気になってくれて…勃たなくなるまで何度も求めちゃいました。 淫乱なおばさんでごめんなさい…。（10月7日、Hunter）
- 私、今日も被害者の言いなりになりました。（10月13日、HERO）
- 一般男女モニタリングAV マイホームを夢見る新婚さん限定! モデルハウス展示場に来た新婚夫婦の奥様が「リモコン固定バイブ」を挿入したまま内見をする過激ミッションに挑戦! 旦那にはばれてはいけない興奮と突然うねり出すリモバイの快感に耐えきれず腰が抜けるほど激イキする巨乳妻! 3人合計51回イキ!!（10月19日、ディープス）
- にゅるりん、にょろりん、ローリング手コキ 2 〜熟練手コキの気持ちよさ、膣穴はそれを越えられない〜 (10月21日、SEX Agent)
- 魅尻巨乳 Fetishist17（10月24日、虎丸）
- 人妻オマ○コおっぴろげ謝罪 カラオケ編/居酒屋編/温泉旅館編（10月25日、ビッグモーカル）
- 媚薬昏睡ファック（10月28日、BECKAKU）
- 働く巨乳看護師さんたちに突撃交渉! 夜勤中の病院内で童貞入院患者さんと人生初の王様ゲームしてみませんか? みんなが憧れる白衣のナースさんたちの大きなおっぱいを独り占めでハメまくり!!中出し放題!! 念願のハーレム筆おろし大乱交 in港区・●●総合病院（11月7日、ディープス）
- 【悲報】NTR デカチンな妹の旦那に僕の巨乳妻が寝盗られました（11月7日、JET映像）
- 鉄管拘束中出し輪姦（11月10日、アイエナジー）
- 全裸シェアハウスハーレムスペシャル（11月11日、BAZOOKA）
- 「ナマで入っちゃった!」本番禁止のはずなのに…オイル素股でヌルヌルしてたらフル勃起チ○ポが勢い余ってオマ○コにずっぽり！欲求不満デリ嬢はナマ中出しまで許しちゃう!（11月17日、グローリークエスト）
- 飲み姿エロ可愛い相談室 童貞クンの悩みをAV女優がお酒を飲みながら本音で相談!酔って密着してくる女優に童貞クンのチ○ポはビンビン!それを見た酔っ払い女優は…!?（11月23日、SODクリエイト）
- チ○ポサックピストン痴漢 理性を失うほどマ○コをかき乱され腰を振りまくる膣内絶頂女（11月23日、ナチュラルハイ）
- 理想の身体を求めてスポーツジムに通う女性たちがトレーナーの餌食になるっ!!短期集中型プログラム失禁・痙攣マッサージ（11月30日（レンタル）/12月2日（セル）、LEO）
- 性欲が溜まりきった欲求不満妻は誰もいない自宅で愛液が泡になるほどの激しいオナニーを見せつけ男を誘惑する!! 2（12月2日、MAGIC）
- 淫乱痴女に無理やり犯された僕! 中出し射精しても終わらないちんぐり騎乗位（12月2日、OFFICE K'S）
- カメラの前でディープキス見せてください! 素人娘のベロベロチューチュー!（12月2日、虎堂）
- 「どっちのおっぱいが興奮する?」 巨乳の義理姉2人から究極の選択!! 父が再婚してできた巨乳の義理姉2人! 吸い込まれそうな胸の谷間が常にモロ見えなのでボクは気になって仕方ありません! 露骨に見ていたら当然バレてしまい、怒られると思ったら「どっちのおっぱいが好き?」と負けず嫌いな義理姉2人から究極の選択!全く答えられず、それどころか勃起していると「どっちで興奮したの?」と迫ってきた!!さらに、どっちが先にボクをイカせるか?と究極にエッチな展開になって…（12月7日、Hunter）
- 混合痴漢（12月8日、ナチュラルハイ）
- 巨乳過ぎる超絶倫淑女! 突然出来た義母は若くてスタイル抜群の30歳! いつも超無防備無警戒だからパンチラ胸チラ乳首チラしまくりでボクは毎日勃起しまくり!義母はまだまだ女盛りでヤリタイ盛りにも関わらず父親とはご無沙汰みたいで溜りまくり!! ボクが勃起しているのに気づきわざと誘惑し始める義母はボクが童貞だと知ると我慢できなくなってボクのチ○ポに貪りついてきた!! とにかく義母は腰を振って腰を振って所構わずヤリまくってくるのです!ボクのチ○ポが勃起しなくなるまで何度も何度も中出しさせられちゃいました!!(※もう何発イカされたか分かりません!!)（12月8日、Hunter）
- 妄想アイテム究極進化シリーズ THEボディジャック LEGACY 〜引きこもり歴10年ニートの魂が幽体離脱!女のカラダに憑依してエロエロ大暴走!!〜（12月8日、ROCKET）
- 最高の上司 最高の同僚 (12月8日、GIRL'S CH)
- ヒロイン凌辱 93 美少女仮面オーロラ ジュエルプリンセス（12月9日、GGA）
- 出産直後のボディラインを気にするスポブラ巨乳妻はご無沙汰過ぎて触れられただけで感じる高感度女! 目の前の他人チ○ポに理性保てず雌と化した妻は愛する旦那・子供にはナイショで中出し懇願!（12月9日、V&R PRODUCE）
- 性に興味津々なJKの妹とその友達が童貞の僕を使って毎日子作り中出しSEX（12月9日、BAZOOKA）
- 素敵なカノジョ 尾上若葉 ご奉仕美少女の爆乳潮吹き中出しぶっかけ輪姦せっくす (12月13日、BACK DROP)
- おま●こ大好き巨乳レズビアン!! 田舎の温泉に癒しを求めに来た女性客をマッサージでリラックスさせて、これも施術の一環ですと大きな胸を揉みしだき!乳首を弄りまくり! 下半身が火照った頃合いに、これでもかとオマ●コをおっぴろげ!!クンニ!手マン!の巧みな攻め技で巨乳女性客ばかり狙う巨乳マッサージ師!!（12月16日、虎堂）
- ANIMAL MASK LESBIAN（12月16日、OFFICE K'S）
- JKが貴方にささやくバイノーラル淫語オナニー（12月16日、OFFICE K'S）
- 幻惑またがりロングディルド挿入オナニー 〜頭上に生えたチ○ポ玩具にマ○コ汁を垂らす異形のまぐわい〜（12月16日、SEX Agent）
- 一般男女モニタリングAV 1発10万円! 奇跡の連続射精プロジェクト始動! 心優しい巨乳の女先輩が社会人になってもいまだ童貞の新卒社員に生挿入でSEX指導! 性欲溢れる童貞チ○ポを勤務中に腰振り騎乗位で完全筆おろし! 2 一度の射精では収まらない!終わらない連続中出し!!（12月19日、ディープス）※「まなみ」名義
- 昼下がり町内会!若妻たちのちょっと危険でかなりHな王様ゲーム!! 10 母の代理で参加した町内会の集まりでまさかの展開!若い時に王様ゲームをした事が無いという話で盛り上がった奥様方が急に「王様ゲームやりたい!」と言い出したんです。男はボクひとりしかいないもんだから、当然いい思いが沢山出来ちゃいました!! 帰ってきた巨乳.ver （12月19日、Hunter）
- スーパーヒロイン強制和姦 ブレイジングファイブ 〜戦闘員の甘い罠〜（12月25日、GIGA）
- 艶乳 〜おっぱいマニアックス〜（12月25日、マックス・エー）

- 勃起したチ○ポを見せつけられて興奮しちゃった素人娘 vol.1（1月6日、OFFICE K'S）
- 一般男女モニタリングAV 街行く心優しい巨乳の奥様が悩める男子大学生の早漏改善のお手伝いに挑戦! 「まだイッちゃダメ…」 イキたくてもイカせてくれないゆっくりねっとり超スローピストンSEXに早漏チ○ポは暴発を我慢できるのか!?（1月7日、ディープス）※「しほ」名義
- 「何で動かすの!ダメでしょう!ダメダメ本当に挿っちゃうからダメ!!」 ヌルっと生挿入で結局抜かずの4連続中出し!! 超巨乳過ぎるボクの家庭教師は胸の谷間が常に見えています!!受験生のボクには目の猛毒です!毎度毎度胸の谷間で勃起して勉強が手に付きません!!さすがに毎回毎回勃起していたら先生に気づかれてしまいヤバイと思ったけど正直に話したら不憫に思った先生が『擦り付けるだけで我慢できる!?』とまさかの素股を提案してきた!当然、ボクは即OK!!でも素股をしていたら先生の股間も濡れて来て腰の動きが速くなってきた!ボクも気持ちよすぎて我慢できなくなり調子に乗って腰を振り始めたら「ダメダメそんなに動かしたら挿っちゃうから」と先生は言うけど更に濡れだしてヌルヌルでズボ! 結局生挿入!で抜かずの4連続中出し!（1月7日、Hunter）
- カラダごと恋に落ちるSEX（1月13日、S-Cute）
- パチンコ店中出し痴漢 2（1月19日、ナチュラルハイ）
- あいつまだ童貞してる?（2月2日、SODクリエイト）
- ママ友たちと温泉旅行「子供なんだから一緒に入ればいいでしょ! 」混浴したら湯船は大人のボインだらけでチ〇コ勃っちゃった! 「ママには黙っててあげるから」元気な子供チ○ポに興奮した奥さんたちは寄ってたかってもてあそんでくれました。（2月2日、SWITCH）
- 隣の中出し変態お姉さんがやってくる（2月3日、h.m.p）
- 生徒たちに晒し者にされた女教師　2 立花仁美先生 病院編（2月3日、ROCKET）
- 風俗最前線!!今、巷で話題のAV女優に会えて遊べて、生中出しSEXまで教えてもらえるAV男優養成コースに潜入!!（2月10日、BAZOOKA）
- 「何発だって出来るんだから!」童貞に悩む息子が義母に悩みを相談!豊満過ぎるデカ乳に我慢できなくなった息子は父が居るにも関わらず強制生挿入!逃げる母親を抑えつけ家中どこでもハメまくる!（2月10日、V&R PRODUCE）
- 心と身体で癒してくれる清楚美少女のSEX事情（2月13日、S-Cute）
- マジックミラー号 「実は膣内でイケないんです…」 心優しい現役ナースさんがマ○コで射精することの出来ない男性を真正中出しでお悩み解決!!（2月16日、SODクリエイト）※「まみ」名義
- 一度ハメたら外さないしつこいピストンで何度も痙攣イキする巨尻妻（2月16日、ナチュラルハイ）
- 「先生が飲んだの本当は媚薬じゃないよ。なのにそんなに乱れちゃってどうしたの(笑)」 嘘媚薬で思い込み発情する隠れ淫乱女教師! 学校に行かなくなって数週間。とても面倒くさいことに教育熱心な新任の先生がボクを説得しに毎日家にやって来る。ボクは追い返そうとするも不発。だから先生が飲むお茶に『媚薬』を入れてそれを先生にバラすと、徐々に淫乱化してくる先生。しかし挿入寸前、本当はただのジュースだと明かすと驚き恥ずかしがる先生。そこでやめるかと思いきや本性むき出しの淫乱女の顔を現してチ○ポを求めて乱れまくりヤリたい放題! (2月19日、Hunter)
- SEXなしでは生きていけない真性痴女たちの強制中出し猥褻録（2月24日、BAZOOKA）
- 恥じらいも理性も飛んじゃうくらいの愛情SEX（3月1日、S-Cute）
- 「お願いここでして!」 田舎暮らしの人妻は家に居る旦那にバレないように玄関先や野外でドキドキSEXに燃え上がる（3月2日、SWITCH）
- 一般男女モニタリングAV SEX依存症の巨乳人妻は突然目の前に出されたフル勃起デカチンを我慢できず本能のおもむくままに汗だくグラインド騎乗位! 旦那より大きい絶倫チ○ポでオマ○コをかき回されのけ反るほどの快楽に精子が出なくなるまで搾り取る生ハメ連続射精SEX!! 中出し合計17発（3月7日、ディープス）※「なおこ」名義
- スカート巾着素股本屋痴漢 全員巨乳Ver.（3月7日、アパッチ）
- 若作りしてホットパンツ穿いた肉感溢れる欲求不満妻の熟れたデカ尻に興奮した旦那の友人! 我慢できず旦那に内緒でチ〇ポネジ込むとご無沙汰過ぎて即絶頂! 尻肉激揺れするほど激しいピストンで何度もイキまくる!（3月10日、V&R PRODUCE）
- AV女優 裸コレクション 第四弾（3月10日、V&R PRODUCE）
- 素人ユーザー参加企画 SODstar市川まさみとイクッ!AVの聖地で夢の男優体験が出来る 有名ロケ地バスツアー! feat.尾上若葉・倉多まお・AIKA（3月18日、SODクリエイト）
- 凄指技のオイルの女神 3（4月25日、アロマ企画）
- 誘惑的パンチラコレクション（4月25日、アロマ企画）
- 恥ずかしいけど、イケナイことしてるって思うと興奮しちゃうんです（5月13日、S-Cute）
- 都内最カワ援●エリアで捕まえた現役JKたちと生中出し（5月26日、S級素人）
- 女だらけの病室でボインが誘惑!母の見舞いに行ったら性欲たまったお隣さんが胸の谷間を見せつけてくるので僕のチ○ポは反応しまくり、母が寝てる横でヤラレちゃった（7月6日、SWITCH）
- 一度入ったら常連確定!! 激エロ巨乳4人娘が営むハレンチ銭湯へようこそ!!（7月14日、BAZOOKA）
- 巨乳のお義姉ちゃんに媚薬を含んだベロキスをしたら即トロ顔!ハメたら涎を垂らして激アヘ顔!（7月20日、ナチュラルハイ）
- パイスラ姉さん 全裸より着衣エロ!丸見えよりチラ見え!（7月20日、レイディックス）
- 突然ボインの姉3人がやって来た!ひとりっ子だった僕が父の再婚相手と同じ屋根の下…女の体を知らなかった僕に巨乳でヤリマンの姉貴たちがたっぷり性教育してくれた（8月1日、SWITCH）
- 極上射精ができるアナル舐め高級性感エステ（8月13日、セレブの友）
- 伸ばして、嗅いで、味わって 包茎観察（8月21日、メディア総販ソレイル）
- 痴女×痴女レズビアン 6（8月25日、セレブの友）
- ポルチオ媚薬オイルマッサージ痙攣ブリッジエステ店盗撮 人気AV女優編 VOL.001（9月1日、ONE MORE）
- マジックミラー号 「早漏に悩む男性の暴発改善のお手伝いしてくれませんか?」と声をかけた心優しい若ママが敏感チ○ポを励まし互いに何度も気持ちよくなる連続射精SEX!! 9（9月7日、SODクリエイト）※「なお」名義
- 思わず●RECしたくなる着衣爆乳おっぱい（9月8日、unfinished）
- 夫婦二人っきりの家にやってきたデカ乳営業レディがコッソリ夫を挑発! 豊満過ぎるオッパイに我慢できず妻に隠れて浮気SEX! 契約欲しさに仕掛けた枕営業のつもりが気持ち良過ぎて何度も悶絶イキ! 2（9月8日、V&R PRODUCE）
- SEXレスの肉食系人妻の本番したがる回春エステ（9月8日、BAZOOKA）
- アラサー美女だらけの肉食シェアハウスで男はボクだけの中出しハーレム! 受験のため上京しシェアハウスに入居!しかしそこはアラサー美女だらけで男はボク1人の肉食シェアハウスだった!超美人だらけの環境で女性慣れしていないボクは超緊張!しかしなんだかチヤホヤされて勉強どころではありません。しかも、家の中でパンチラ胸チラ当たり前のエッチな誘惑だらけ!いつでもエッチを求められてしまい夢の中出しハーレムです!!（9月19日、Hunter）
- 「お願いもう止めて!もう何度もイっちゃってるって言ってるでしょう!」 イってもイってもイキ止まらないハードピストンで義姉がエビ反り連続爆イキ! 2 突然出来た義理のお姉ちゃんは清楚で美人なのに実はヤリマンでSEXのハードルがすごく低い!! しかもびっくりするくらい無防備で毎日、胸チラ、パンチラ当たり前。当然、童貞のボクには刺激が強過ぎて毎日勃起!! 勃起していたら義姉にバレてしまい「ヤバイ」と思ったらさすがはヤリマン怒るどころか発情してボクのチ○ポを求めてきた!!童貞のボクは誰でもいいからヤリたかったので超ラッキー!!でも女の子がイってるとかよくわからないのでとにかくガムシャラに腰を振りまくっていたら義姉がイってる事に全く気付かず義姉が息をつく暇を与えない程のハードピストンで何度も何度もイカセちゃってました!当然、ボクも気持ちよかったので中に何度も発射させて頂きました!※ ボクの止まらないハードピストンで義姉は何度イったんだろう!?（9月19日、Hunter）
- 中出しストーカー痴漢 〜何日も監視された男に犯され精神崩壊する女〜（9月21日、ナチュラルハイ）
- 孕ませ美少女8人4時間 オヤジの生チ○ポで種付け撮り8連発!（9月22日、S級素人）
- 【帰って来た】おじさんぽ 17（9月25日、ビッグモーカル）
- Hカップ豊乳痴女・尾上若葉に犯されたい 爆乳痴女責め3SEX（9月25日、セレブの友）
- 実録近親相姦 AV出演の募集広告を見てやってきた八王子在住のDQN姉弟 (9月25日、jump-av)
- 人妻謳歌 若葉 (28歳) (9月28日、タカラ映像/鬼灯)
- 【悲報】NTR なんだか最近妻がとてもイヤらしくなった気がします。あれはマンションの新しい管理人が挨拶に来た頃だから…（10月1日、JET映像）
- 「ほら!今、先っぽ挿ったでしょう!?ダメダメ!それ以上早く動かすと本当に挿っちゃうからダメ!」 でもヌルヌルでズボ!結局、生挿入でうっかり生中出ししたらカニばさみロックで何度も中出し強要するド淫乱に豹変!! 2 超巨乳過ぎるボクの家庭教師はいつも谷間を隠さず常時見えてます!! 童貞受験生のボクは勃起しまくっていたらバレてしまいヤバイと思ったけど正直にすべて話したら不憫に思った先生が「擦り付けるだけだったらいいよ」と言ってまさかの素股OK!! 擦っていたら先生の股間がクチュクチュと音を立て濡れはじめて爆濡れ状態!調子に乗ってボクも腰を動かしたら「ダメ挿っちゃう!動かさないで!」と先生は言うけどでもボクも気持ちよくて動きを止められず結局ヌルっと生挿入!!しかもしっかりと生中出ししちゃいました!!調子に乗り過ぎて怒られると思ったらスイッチの入った先生はカニばさみで中出し強要する程のド淫乱に豹変!!結局何度も中に出させられちゃいました!!（10月7日、Hunter）
- ノンストップ巨乳4Pレズビアン（10月13日、セレブの友）
- 浮気SEXの真っ最中に、オンナの本命彼氏から電話がかかってきた! 「お願い、静かにして!!」と哀願するので…（10月13日、ゲッツ!!）
- 僕が愛したリアルダッチドール 3（10月25日、セレブの友）
- Hカップご奉仕大好き女子大生があなたのザーメン搾りとっちゃう!（10月25日、ボストンクラブ）※「わかば」名義
- 絶対本番出来る生中出し風俗嬢（10月26日、マックス・エー）
- あなたの嫌うあの人と‥ 町内会のオヤジに抱かれた人妻（10月26日、ながえスタイル）
- 最高級AV女優在籍SEX回春リフレクソロジーVol.003（10月27日、BAZOOKA）
- 巨乳チクピストによる乳首性感いじり専門 「常にふたりで」乳首責めメンズエステ（11月2日、SODクリエイト）
- 入院中の性処理を母親には頼めないからお見舞いに来た叔母にお願いしたら優しい騎乗位でこっそりぬいてくれた 15 中出しスペシャル（11月2日、ナチュラルハイ）
- 「『大きな胸がコンプレックスで…』垂れ乳を舐められ発情した巨乳看護師が退院祝いの乳揺れ騎乗位をこっそりしてくれた」 VOL.1（11月2日、DANDY）
- 1vs1 ノーカット1本勝負SEX 4本番 VOL.004（11月10日、BAZOOKA）
- ノーブラでゴミ捨てする胸チラ妻を拝み倒せ! 土下座ナンパで中出し♥（11月10日、ゲッツ!!）
- 淫乱で巨乳限定! ほろ酔いおっぱい大乱交（11月13日、セレブの友）
- SODファン大感謝祭! 1日限りの限定オープン! Fカップ以上の巨乳女優が集まる本番も出来るおっぱいパブ（11月16日、SODクリエイト）
- 満員バスで人妻のボインが思春期少年の体に密着! パンパンに腫れたチ○ポを股間に感じて奥様のハァハァも止まらない。車内でグリグリ挿入させられちゃった！（11月16日、DANDY）
- 「ダメ、挿っちゃう!」 「私にも、挿っちゃう!」 義姉2人とW素股で生挿入&生中出し!義姉2人が美人すぎて話しかけるのも恐れ多い童貞のボク。しかし、義姉たちは仲良くなろうと一緒に寝ようと言いだして同じ布団で寝ることに。薄着でセクシーな姿の姉たちに勃起しまくりで寝れないボク。それに気づいた義姉たちは平謝りのボクを不憫に思ったのかチ○ポをやさしく触ってくれることに…。しかしいつしか2人の行為はエスカレート。素股止まりと約束していたはずなのに「ダメ、挿っちゃう!」とギリギリ素股。しかも「私にも挿っちゃう!」なんて姉妹でギリギリ状態。ついに我慢できなくなった義姉に挿入!その様子を見たもうひとりの義姉も「私も…」なんていつしか3Pへ!（11月19日、Hunter）
- 近隣トラブルで男にクレームをする人妻は説教中に媚薬を盛られ自分の意志に反して欲しがる膣内に中出しされる! 2（12月8日、MAGIC）
- 淫乱むっちり肉感マゾ娘はド変態野外オナニスト（12月8日、山と空）
- 憧れの母性溢れるデカ乳義母に欲情した童貞息子が優しいパイズリを懇願! 柔らかな胸に挟まれて勃起が止まらずまさかの生チ○ポ挿入! 大きなオッパイ揺らしながら早漏過ぎて何度も中出し! 2（12月8日、V&R PRODUCE）
- 杭打ちピストン騎乗位 3（12月13日、アロマ企画）
- パンツとお尻が密着!パンチラ見ていたエロ男子にお仕置きアキレス腱固め（12月25日、アロマ企画）
- 妻が義父に寝返った 〜あなたが機能しないから悪いの〜（12月25日、ながえスタイル）

- After work プライベートオフィス（1月11日、SILK LABO）
- P.P.G.F プライベートパンチラガールフレンド 〜Private Panchira Girl Friend〜（1月13日、アロマ企画）
- 買い物帰りの若妻を宙に浮くほどのエンドレスハードピストン中出し痴漢（1月19日、アパッチ）
- 女性のワキの下に異常に興奮します。（1月20日、レイディックス）
- 働く新卒社会人と性交。 VOL.002（2月9日、BAZOOKA）
- 極上美人女将が淫らにもてなす温泉旅館 6（2月16日、クリスタル映像）
- 容赦無き調教奴隷イラマチオ 2 〜支配こそ究極の快楽。嫌がる女の喉奥にねじ込み犯してモノにする〜（2月16日、SEX Agent）
- ディルドぶっ挿しながらの痴的な手コキ 〜頭部の玩具でマ●コに頑張ってお仕えする程にご褒美チ●ポしごきは官能的になっていく〜（2月16日、SEX Agent）
- 女監督ハルナのトリプルレズ ペニバンシンドローム file.02（2月20日、レズれ!）
- 同窓会で会った初恋の女は人妻になっていた 5 旦那と上手くいっていないのか彼女いない歴28年の僕のチ○コを机の下で握りしめて放さない。みんなの目を盗んで店内でヤッちゃった!（2月22日、SWITCH）
- 止まらない飲酒×最高にエロいSEX（2月26日、マックス・エー）
- 妻と、僕の知らない男たち（3月9日、新世紀文藝社）
- 先日、離婚した元妻がねとられるまでを撮影したDVDが送られてきました vol.1 わかば30歳（3月13日、JET映像）※「わかば」名義
- 舐められたくて舐めたい粘着メガネ腐女子（3月19日、MARRION）
- 女体観察 BGMや男性の声が一切入っていないヘアヌード映像集（3月20日、レイディックス）
- 究極までイクのを我慢させたら出来た本当に気持ちいいSEX!!（3月26日、マックス・エー）
- 新・償い 最愛の妻は‥他人のものになっていた…（3月26日、ながえスタイル）
- 威圧系 痴女尾上若葉 無料動画のAVばっかり見てんじゃねえよ!（4月20日、レイディックス）
- パートちゃん、服破けそう… Hカップ わかば 郊外カフェレストラン勤務の「むっちむち」「爆乳」「ドM」三拍子揃ったメガネ地味主婦、店長と絶賛不倫中（4月25日、ビッグモーカル）※「わかば」名義
- 「カップル限定」 マジックミラー号の中で、自慢の彼女を「寝とって」真正中出し! 17（4月26日、SODクリエイト）
- 「一緒にお風呂入ろう!」 ボインが急成長した親戚のお姉ちゃんが僕を子供扱いして体を洗いっこ。みるみる勃起してくる僕のチ○コにお姉ちゃんの興奮は隠し切れず二人っきりになれる部屋に連れこんで僕に性教育してくれました（4月26日、SWITCH）
- ヤレる人妻回春マッサージ 20 〜中出し交渉盗撮（5月1日、変態紳士倶楽部）
- 五●田にある美人揃いで有名なイメクラに盗撮メガネをかけて潜入。手コキだけのお店のはずなのにフェラやパイズリまでしてもらえた理由 5（5月1日、変態紳士倶楽部）
- ホテル痴漢 5 中出しスペシャル（5月10日、ナチュラルハイ）
- 媚薬が効きすぎて職場アクメ! オナニーを我慢できずガニ股でイキ漏らすガクブル看護師（5月10日、ナチュラルハイ）
- ナチュラルハイ初夏スペシャル 敏感(恥)美乳痴漢 撮り下ろし総勢10名2枚組 豪華版（6月7日、ナチュラルハイ）
- あなたのために（6月22日、オルガ）

2019年
- ながえSTYLE厳選女優 若妻NO.1の色気 尾上若葉 全作品LAST (2月26日、ながえSTYLE) ※単体ベスト

### VR
2016年
- Hカップの爆乳圧と手コキって… 我慢不可避（11月10日、CASANOVA）

2017年
- 彼女のオナニーで見る、超近距離ぶるぶる爆乳（2月10日、CASANOVA）
- 巨乳銭湯へようこそ!! 4人の巨乳娘が僕のチ○ポを奪い合い!! 至福の4連続中出し!!（6月27日、KMPVR）
- 巨乳銭湯へようこそ!! マイクロビキニからはみ出しそうな爆乳でぬるぬるローションパイズリ（7月4日、KMPVR）
- 巨乳銭湯へようこそ!! VRで人工呼吸!! 思わず勃起してしまったチ●ポを包み込むフェラ、パイズリ（7月4日、KMPVR）
- 絶童（7月14日、CASANOVA）
- バレたらアウト! コッソリSEX vol.5（7月14日、CASANOVA）
- 隣の変態お姉さんと中出しセックス（7月28日、KMPVR）
- ハズレ無し風俗店（7月28日、CASANOVA）
- 10人連続ナマ中出しSEX ノーパンバスケットボール（8月1日、KMPVR）　※VR-1グランプリ(2017) エントリー作品
- 当然、勝手にAV化! イケメンの友達がほろ酔い状態の女の子を僕の部屋に連れて来た! 女に無縁の僕にはそれだけで大興奮なのに超過激でHな王様ゲームが始まっちゃって… OL編（10月1日、お夜食カンパニー）
- 巨乳、ベロちゅう、淫語まみれのVR3PSEX（10月20日、ROCKET3DVR）
- ご近所の若奥様達と内緒のSEX（11月6日、アロマ企画）

2018年
- 超VIP席!爆乳コンビな友達の見せ付けレズ（3月9日、CASANOVA）
- 仮想現実ライブチャット AV女優 尾上若葉ちゃんログイン中（3月23日、CASANOVA）
- 妹と禁断エロ展開（4月13日、CASANOVA）

### イメージDVD
- 「AV無理」（2012年6月1日、未満）
- 初裸 28（2012年7月12日、グラッツコーポレーション）
- ヌーディアン魂（2012年11月23日、ヌーディアン魂）
- pg（2016年5月25日、ターンテーブル）
- COSPLAY×NATURAL MODE（2016年11月13日、Precious Beauty）※Blu-ray 同時発売
- Wakaba 緑色の季節（2017年7月20日、REbecca）※Blu-ray 同時発売
- ヘアヌード 〜無修正・ロリ美少女・オッパイ・美巨乳Hカップ〜（2018年2月26日、スパークビジョン）

### アダルト配信
2016年
- わかば（4月23日、ボクとカノジョ。）
- #485 Wakaba（11月24日、S-Cute）
- わかば（12月3日、俺の素人）
- みほさん（12月17日、E★人妻DX）

2017年
- わかば（7月14日、北池袋盗撮倶楽部）
- Wakaba（12月22日、俺の素人）

2018年
- わかな（4月6日、ウルトラの膣）
- 酔ってエッチになったお姉さんを連れ込み中出し（4月7日、投稿マーケット素人イッてQ）
- わかば（4月20日、人妻空蝉橋）
- わかば 2（4月20日、人妻空蝉橋）
- 出張マッサージ嬢に中出しまでした模様を隠し撮り（6月9日、投稿マーケット素人イッてQ）
- 若葉（9月14日、おねえさんのひとりあそび）
- わかば 2（10月12日、北池袋盗撮倶楽部）

2019年
- わか（5月19日、ちちくりジョニー）
- 若葉（7月6日、シロウトタッチ）

2023年
- 若葉（11月22日、二代目素人商店）

### アダルトDVD（無修正）
2014年
- 巨乳ファッションモデルAVデビュー（1月2日、カリビアンコム）
- 巨乳ファッションモデル青空姦（2月7日、カリビアンコム）
- 童顔巨乳・尾上若葉の極上の痴態（2月22日、HEYZO）
- 卒業したての浮かれた気分（3月21日、一本道）
- どっきり!! 尾上若葉を襲撃せよ（4月26日、一本道）
- どっきり第2弾！若葉をゲリラハメ（6月21日、一本道）
- 小さなカラダと敏感Gカップ（8月2日、一本道）
- 巨乳探偵尾上若葉（8月18日、カリビアンコム）
- ねぇ、ねぇ～ 若葉とHしよ（9月2日、カリビアンコム）
- 尾上若葉にどっきり即ハメ！（9月24日、カリビアンコム）
- 尾上若葉にどっきり即ハメ！パート2（11月6日、カリビアンコム）

2020年
- サマーヌード ～童顔巨乳・尾上若葉の極上の痴態～（8月6日、カリビアンコム）

## 出演

### テレビ
- 男のザップ 生イキ! ジャンポケクルーズ（2016年11月17日、BSスカパー!）
- NONFIX「脱ぐオンナたち　アイドルになる」（2016年12月16日、フジテレビ）[6]

### インターネット放送
- トイズハートプレゼンツ「ハートの部屋」（2017年7月14日、ニコニコ生放送）＊第１０回ゲスト[7][8]
- トイズハートプレゼンツ「パリッコの飲み行く！？」（2017年12月20日、YouTube トイズハートチャンネル）＊第３回ゲスト[9][10][11]
- 桃色♡ゲームチャンネル（2018年1月25日 - 、AbemaTVウルトラゲームス）[12]

## 書籍
- 副業AV女優（2019年3月27日、寺井広樹著、豆あき著、彩図社、ISBN 978-4-8013-0368-3） -インタビュー集

## 雑誌
- 週刊プレイボーイ 2013年10月28日号（集英社） - グラビア「いかないで!」
- 週刊ポスト 2017年10月13・20日合併号（小学館） - グラビア
- 週刊実話 2018年3月15日号（日本ジャーナル出版） - 袋とじ「美尻ひな祭り」（尾上若葉、涼海みさ、一ノ瀬恋）

## インタビュー
- 【完全独占】「あ、私の所に出してくれた、イッてくれた～っていうのが楽しい！」昨年12月に待望の復活を遂げた尾上若葉、中出しの良さを語る！そしてデビューのきっかけ、引退の理由…今だから言える秘話が続々明らかに！【尾上若葉ロングインタビュー第1回】（2016年1月4日、DMMニュースR18）[13]
- 「（フルマラソンの）次はトライアスロンかな！」意外すぎるほどアクティブな尾上若葉ちゃんはAVも私生活もチャレンジ精神旺盛！レズ解禁を決めたきっかけは上原亜衣ちゃんだった!?【尾上若葉ロングインタビュー第2回】（2016年1月11日、DMMニュースR18）[14]
- 【真相激白！】「実は留学前から辞めたくないって思っていて…」カナダから帰国した尾上若葉がAV復帰を決めたのは、同じ事務所のあのAV女優の活躍だった！【尾上若葉ロングインタビュー第3回】（2016年1月18日、DMMニュースR18）[15]
- 「（中出しは）ドクドクのままもうちょっと中に留めておいて欲しい感じで…抜かないで！っていつも思ってます（笑）」ナチュラルにエロすぎる尾上若葉ちゃんが語る“中出し”の良さ！撮影秘話も続々！【尾上若葉インタビュー最終回】（2016年1月25日、DMMニュースR18）[16]
- ナース兼業してた時代の尾上若葉が大ピンチ！病院の「不妊治療で男性が精子出す部屋」に自分が出てるエロ本が？！▼月最多の現場数は驚異の28本！▼もともと芸能志望で○○○のオーディションも受けていた！【AV大好き芸人ニブンノゴ!宮地のエロエロ対談！】（2017年11月19日、DMMニュースR18）[17]
- 自慢のおっぱいがAVデビューしたらG→Hに成長！爆乳を駆使して男狩り成功率100％？！▼あのメーカーは当時こだわり過ぎてて「無」！？▼【芸人界隈でも大反響！AV大好きニブンノゴ!宮地×AV女優･尾上若葉対談！中編】（2017年11月26日、DMMニュースR18）[18]
- AV女優･尾上若葉の撮影ガチ黒歴史。カラミ前に泥酔して…童貞くんドン引き！▼NGにしてたレズAV。憧れの先輩で解禁したら衝撃！▼芸人Ｋと食事に４回行って…その後は？？？【ＡＶ大好き芸人ニブンノゴ!宮地の女優インタビュー・わかばん後編】（2017年12月4日、DMMニュースR18）[19]
- 尾上若葉の濃厚モザイク写真館！プライベートの秘蔵画像にモザイク処理して大公開！①酔って海で胸を揉まれて…②ガチ看護師時代のわかばん写真！③あの人とのツーショット（誰かは内緒）。【ニブンノゴ!宮地の女優インタビュー延長戦】（2017年12月9日、DMMニュースR18）[20]
- S-Cuteインタビューより[21]
  - 休日の過ごし方と言えば:アウトドア派だしテーマパーク大好きなので、兎に角外に居る。
  - 今旅行に行くとしたらどこがいい:南国に行きたい。行ったことのない国がいい。
  - 今欲しいプレゼントといえば:ものじゃなくてドライブとか一緒に外で遊ぶ企画。
  - 得意料理は:牛すじ煮込み。圧力鍋つかって作る。
  - 最近したスポーツと言えば:ウェイクボード。
  - 酔うどうなりますか:Hしたくなっちゃう。
  - 男にキュンとする時とは:後ろからぎゅっと、頭ぽんぽん。
  - 好みのタイプとは:ワイルドな人が好き。芸能人でいうと反町隆史さんとかEXILEのアキラさん。
  - 電車などで見ている男のココといえば:血管を見ちゃう。コリコリして触りたくなる。
  - 朝起きたら男になっていた！さて何をしますか:オナホールっていうんですか？テンガを使ってみたい。
  - 燃える体位といえば:身体的には騎乗位が燃えて、精神的にはどんな体位でも血管が出た男らしい腕が見えると燃える。
  - 10点満点中あなたのH度と酔った時のH度は何点:普段は8点で酔うと10点超えちゃう。
  - ベッド以外でHしちゃった場所といえば:海で浮き輪に浮かびながらしちゃったことがある。